# Staurogyne tenuispica
Staurogyne tenuispica är en akantusväxtart som beskrevs av Cornelis Eliza Bertus Bremekamp. Staurogyne tenuispica ingår i släktet Staurogyne och familjen akantusväxter. Inga underarter finns listade i Catalogue of Life.